# タップ (工具)

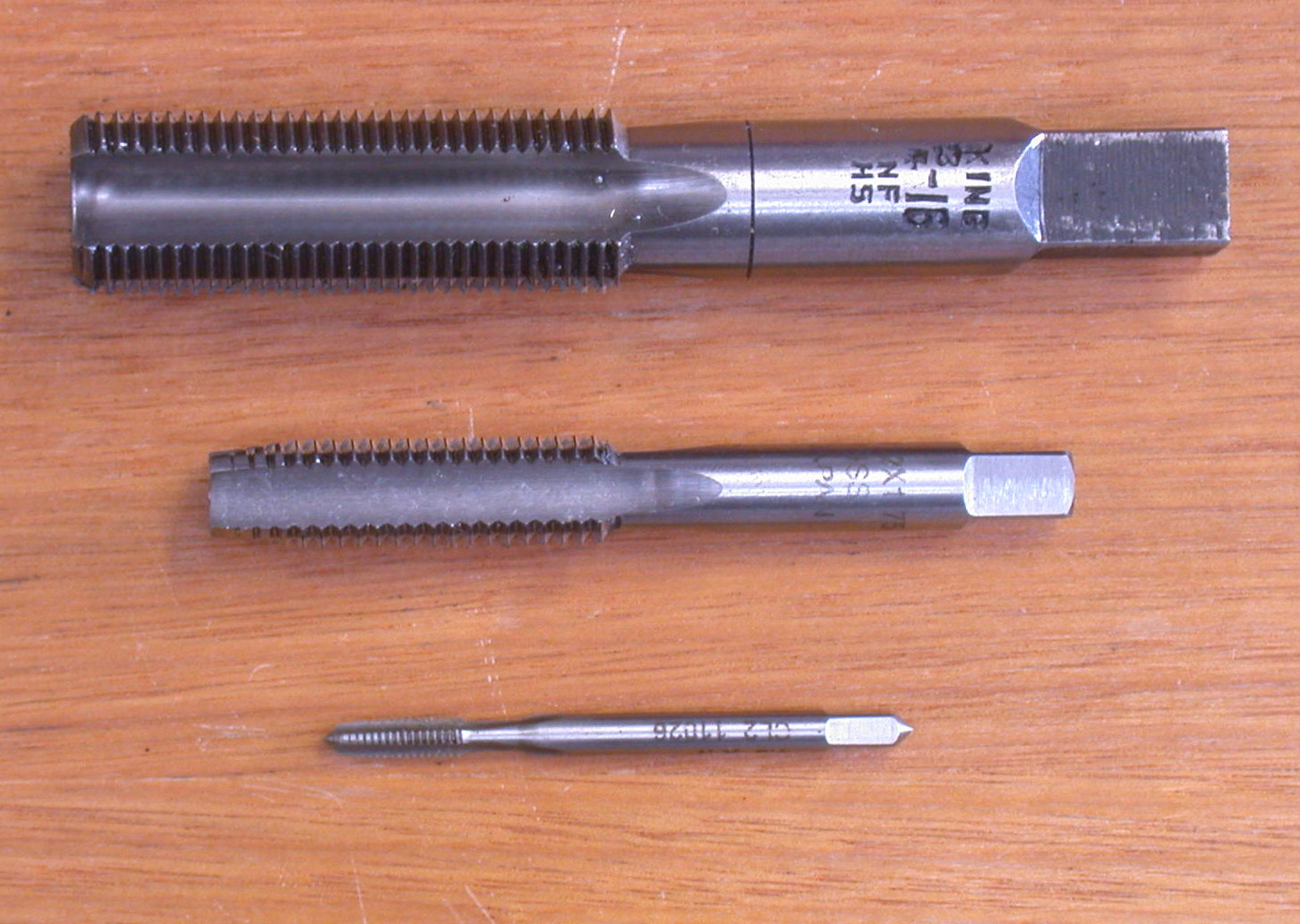
タップ

タップ（Tap）とは、金属加工において、穴の内側にねじを刻むために用いられる工具である。
タップの外観はおねじやドリルに似ており、穴の奥へ回転しながら削り込むことでめねじが形成される。

## 概要
一般的な形状のタップは、食いつき部・溝部・ねじ部・シャンク部で構成されている。めねじを作る方法には、タップ加工のほかに旋削・フライス・放電加工がある。タップはこれらの加工に使われる工具と比較すると、安価で簡単にめねじが加工できる。
加工途中に工具が折損するとワークの中に折れたタップが残ってしまい、工作物を使えなくしてしまう。

## 種類

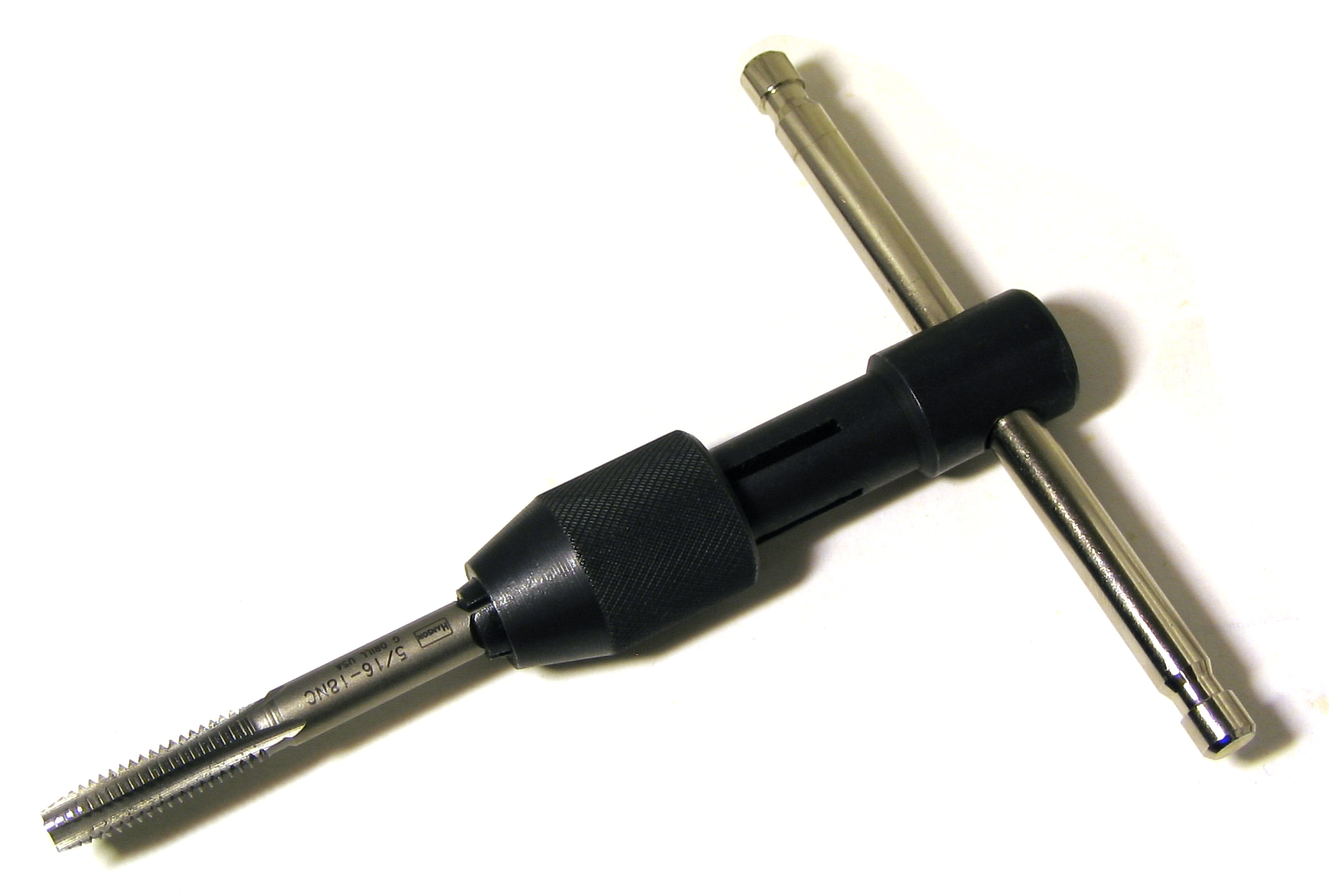
T型タップホルダー

タップの種類は、溝の形状で分類することが多く、ハンドタップ、スパイラルタップ、ポイントタップ、盛り上げタップの4種類に分けられる。
ハンドタップ、スパイラルタップ、ポイントタップは切削タップと呼ばれめねじを切削で形成するため、切りくずを排出する溝がある。しかし、盛り上げタップは、めねじを塑性変形させて形成するので切りくずを排出させる溝が工具にはない。

### タップハンドル
タップで最も歴史が長いのがハンドタップである。ハンドタップは、ストレート溝であるのが特徴である。めねじ加工時に切りくずは細かくなり、溝の中にたまっていく。そのため、止まり穴と通り穴の両方に使うことができる。スチール、アルミニウム、鋳物など幅広い金属加工に使われている。特に、刃先強度が強いため、高硬度材の加工に適している。
現在では、タップを機械に取り付けて使うことが多いが、手作業でねじたてを行うこともある。その場合は、3種類のハンドタップを使う。
- 3番タップまたは仕上げタップ(上げタップ)は、タップの加工の最後に用いるもので、穴の底までを加工するものである。
- 2番タップまたは中タップは穴の途中までを加工するものである。
- 1番タップまたは先タップは、タップの先端に向けて傾斜が付けられ、先端が細くなっているものである。ドリルで開けられた穴を簡単に加工でき、タップの歯が少ないために弱い力で切ることができる。

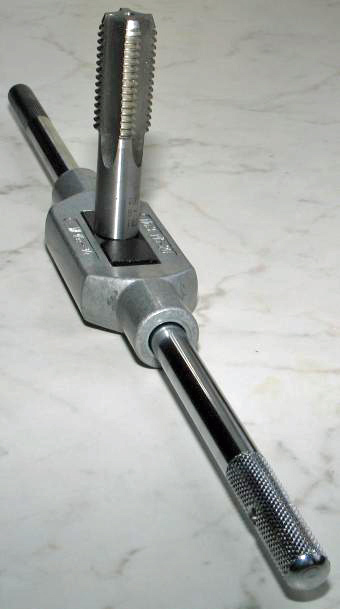
タップレンチ

手仕上げによって加工する場合の使い方は、最初に先タップ、次に中タップ（材質が硬くタップが利いていると感じた場合）、最後に仕上げタップを用いて、穴の最深部までを完成させる。一般に、3分の2回転させてねじを切った後、3分の1回転分の「戻し」を行って切り粉を刷き出しながら作業を進める。タップが折れてしまうと除去することは困難なため、慎重に作業する。また加工時にタップが傾いているとネジがゆるくなる。手作業でねじ立てをする際、タップを回すためにタップレンチあるいはT型タップホルダーが用いられる（T型タップホルダーは小径に用いられる）。

### スパイラルタップ
螺旋状の溝があるタップをスパイラルタップと呼ぶ。切りくずの排出性が良く、下穴が止まり穴でも通り穴でも加工できることから一般的に広く使われている。みぎねじ用のタップには右ねじれの溝があり、工具の進行方向と逆に切りくずを排出しながらめねじ加工を行う。切削タップの中では、刃先が鋭く切れ味が良い。そのため、進みすぎという現象が起きて大きなねじ穴ができることがある。
スパイラルタップは、溝のねじれの違いでおおよそ加工できる金属が変わってくる。ねじれが強いほど切れ味が良くなるが、刃先剛性が低くなり刃欠けがおきやすい。逆にねじれが弱いと、切れ味は悪くなるが、刃先剛性が高くなる。実際には、ねじれの強さだけでなく、タップの母材なども違っているが、おおよそ次の通りに溝のねじれ別に加工できる金属が分かれてくる。強いねじれ溝のタップは、軟鋼や炭素鋼の一般的な金属の切削に適している。中程度のねじれ溝のタップは、HRC 40程度の調質鋼の加工ができる。弱いねじれ溝のタップは、耐熱合金向けの用途となる。

### ポイントタップ
切りくずを工具の進行方向に排出させるための溝を持ったタップがポイントタップである。ガンタップと呼ぶこともある。切りくずを工具の進行方向へ排出するため、通り穴の加工しかできない。その反面、溝に切りくずがたまらないので、切りくず詰まりやねじとタップの間に切りくずがはさまり工具が折損するといったトラブルがおきにくい。工具の全体剛性も比較的大きいので、安定したねじ加工ができる。

### 盛上げタップ
下穴を塑性変形させることによりめねじを形成させるタップが盛上げタップである。切りくずが出ないので切りくずを排出させる溝はないが、切削油剤の供給をよくするための溝が付いている。めねじを塑性変形で形成するため、加工できるのは転延性の良い金属に限られている。アルミニウム合金や軟鋼の加工に使われることが多い。めねじの精度が安定するという利点があるが、塑性変形で作ったねじの強度が明らかになっていないので航空機部品のように安全性が求められる部品加工にはほとんど用いられていない。また、ねじを盛り上げて作る分だけ切削タップで使う下穴よりも大きく開けて、下穴の精度管理も厳しく行う必要がある。別名ロールタップ。

### 管用タップ
『平行ねじ用』『テーパねじ用』の2種類がある。『平行ねじ用』は通常の機械的結合に使用される平行ねじの加工に使用する。『テーパねじ用』は水道管・ガス管等耐密性を要するテーパねじ（円錐状に直径が次第に減少しているねじ）の加工に使用する。別名ガスタップ。

## 材料
タップは、高速度工具鋼が多く用いられており低合金の工具鋼（SK、SKS系）の需要は減少傾向にある。高速度工具鋼製のタップは、50HRCを超える焼入れ鋼や複合材料を除く様々な被削材の加工が可能である。難削材の代名詞といえる、ニッケル基合金やチタン合金も例外ではない。近年、徐々に需要が増えているのが超硬合金製のタップであるが、その増加傾向は微増である。超硬合金製のタップは、50HRCを超える焼入れ鋼と複合材料の加工とアルミニウム合金と鋳鉄の高速加工に用いられる。50HRCを超える被削材は、高速度工具鋼では硬度差が少なく超硬合金を用いるほかない。また、超硬合金製タップはアルミニウム合金と鋳鉄に対しては良好な耐摩耗性を示す。アルミニウム合金や鋳鉄に対しては高速加工を行っても、高速度工具鋼製より超硬合金製のタップは10倍を超える工具寿命を示す。
フライス工具の材料としてサーメットやCBN、単結晶ダイヤモンドが用いられている。しかし、タップは工具形状が複雑なため、これらの材料では形状を作ることができず実用に至っていない。